# Schoonspringen op de Olympische Zomerspelen 2012 – tienmetertoren synchroon vrouwen
Het synchroonspringen op de tienmetertoren voor vrouwen vond plaats op dinsdag 31 juli 2012 in Londen. De acht koppels die zich voor het toernooi wisten te kwalificeren kwamen uit in een directe finale. Regerend olympisch kampioenen waren de Chinese vrouwen Wang Xin en Chen Ruolin.

## Uitslag
| Rang   | Namen                                   | Land             | Sprongen | Sprongen | Sprongen | Sprongen | Sprongen | Totaal |
| Rang   | Namen                                   | Land             | 1        | 2        | 3        | 4        | 5        | Totaal |
| ------ | --------------------------------------- | ---------------- | -------- | -------- | -------- | -------- | -------- | ------ |
| Goud   | Chen Ruolin Wang Hao                    | China            | 53.40    | 56.40    | 81.00    | 89.28    | 88.32    | 368.40 |
| Zilver | Paola Espinosa Alejandra Orozco         | Mexico           | 51.60    | 50.40    | 84.40    | 75.24    | 81.60    | 343.32 |
| Brons  | Meaghan Benfeito Roseline Filion        | Canada           | 53.40    | 52.80    | 75.60    | 73.26    | 82.56    | 337.62 |
| 4      | Loudy Wiggins Rachel Bugg               | Australië        | 52.20    | 50.40    | 72.90    | 70.29    | 77.76    | 323.55 |
| 5      | Sarah Barrow Tonia Couch                | Groot-Brittannië | 54.00    | 53.40    | 68.16    | 68.40    | 77.76    | 321.72 |
| 6      | Nora Subschinski Christin Steuer        | Duitsland        | 53.40    | 49.80    | 76.80    | 64.38    | 68.40    | 312.78 |
| 7      | Leong Mun Yee Pandelela Rinong          | Maleisië         | 52.80    | 54.00    | 70.20    | 60.48    | 71.04    | 308.52 |
| 8      | Joelia Prokoptsjoek Viktoria Potjechina | Oekraïne         | 51.60    | 49.80    | 68.16    | 64.80    | 65.28    | 299.64 |